# Cantone di Périgord vert nontronnais
Il Cantone di Périgord vert nontronnais è una divisione amministrativa dell'arrondissement di Nontron.
È stato costituito a seguito della riforma approvata con decreto del 21 febbraio 2014, che ha avuto attuazione dopo le elezioni dipartimentali del 2015.

## Composizione
Comprende i seguenti 28 comuni:
- Abjat-sur-Bandiat
- Augignac
- Le Bourdeix
- Busserolles
- Bussière-Badil
- Champniers-et-Reilhac
- Champs-Romain
- Connezac
- Étouars
- Hautefaye
- Javerlhac-et-la-Chapelle-Saint-Robert
- Lussas-et-Nontronneau
- Milhac-de-Nontron
- Nontron
- Piégut-Pluviers
- Saint-Barthélemy-de-Bussière
- Saint-Estèphe
- Saint-Front-la-Rivière
- Saint-Front-sur-Nizonne
- Saint-Martial-de-Valette
- Saint-Martin-le-Pin
- Saint-Pardoux-la-Rivière
- Saint-Saud-Lacoussière
- Savignac-de-Nontron
- Sceau-Saint-Angel
- Soudat
- Teyjat
- Varaignes